# Couhé
Couhé ist eine Ortschaft und eine ehemalige französische Gemeinde  mit 1762 Einwohnern (Stand 1. Januar 2022) im Département Vienne in der Region Nouvelle-Aquitaine. Sie gehörte zum Arrondissement Montmorillon und zum Kanton Lusignan.
Mit Wirkung vom 1. Januar 2019 wurden die früheren Gemeinden Couhé, Ceaux-en-Couhé, Châtillon, Payré und Vaux zur Commune nouvelle Valence-en-Poitou zusammengeschlossen und haben dort den Status einer Commune déléguée. Der Verwaltungssitz befindet sich im Ort Couhé.

## Geographie
Der Ort liegt rund 35 Kilometer südwestlich von Poitiers und rund 50 Kilometer östlich von Niort, am Ufer des Flusses Dive.
Nachbargemeinden waren:
- im Norden: Châtillon
- im Nordosten: Ceaux-en-Couhé
- im Osten und Südosten: Vaux
- im Süden: Brux
- im Westen: Rom (bereits im benachbarten Département Deux-Sèvres)

## Wappen
Beschreibung: In Silber ein rotes durchgehendes Kreuz (Georgskreuz).

## Verkehrsanbindung
Die Commune déléguée wird von der Nationalstraße N 10 in Nord-Süd-Richtung durchquert. Der nächstgelegene Flugplatz Aerodrome Coutré-Verac liegt knapp außerhalb des Gebiets der Commune déléguée, im Bereich der Gemeinde Brux.

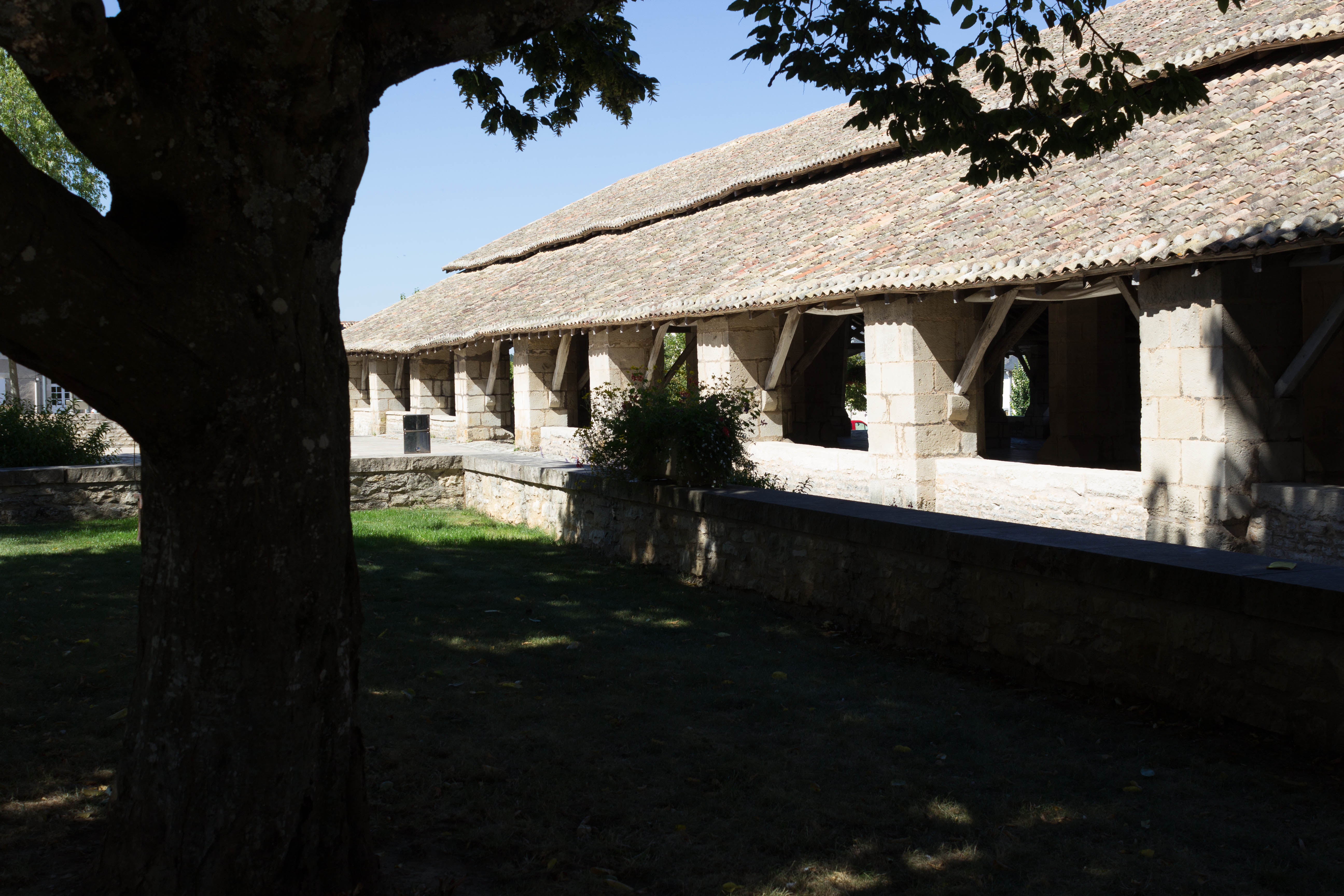
Markthalle Couhé

## Sehenswürdigkeiten
- Die Markthalle von 1580 ist ein Monument historique.
- Das Kloster Valence (Valentia), eine ehemalige Zisterzienserabtei, hat ebenfalls den Status eines Monument historique.

Siehe auch: Liste der Monuments historiques in Valence-en-Poitou

## Partnerschaften
- Partnerstädte sind seit 1967 Hemmoor (Niedersachsen) und Swaffham (Vereinigtes Königreich). Mit diesen bildet Couhé eine Ringpartnerschaft. Weitere Partnerschaften bestehen seit 1998 mit Gogo in Burkina Faso und seit 2001 mit Osięciny in Polen.[2]

## Persönlichkeiten
- Édouard de Bergevin (1861–1925), Maler, Zeichner und Illustrator